# Agenda 21
A Agenda 21 foi um dos principais resultados da conferência Eco-92 ou Rio-92, ocorrida no Rio de Janeiro, Brasil, em 1992. É um documento que estabeleceu a importância de cada país a se comprometer a refletir, global e localmente, sobre a forma pela qual governos, empresas, organizações não-governamentais e todos os setores da sociedade poderiam cooperar no estudo de soluções para os problemas socioambientais. Cada país desenvolve a sua Agenda 21 e no Brasil as discussões são coordenadas pela Comissão de Políticas de Desenvolvimento Sustentável (CPDS) e da Agenda 21 Nacional. Ela se constitui num poderoso instrumento de reconversão da sociedade industrial rumo a um novo paradigma, que exige a reinterpretação do conceito de progresso, contemplando maior harmonia e equilíbrio holístico entre o todo e as partes, promovendo a qualidade, não apenas a quantidade do crescimento.
Com a Agenda 21 criou-se um instrumento aprovado pela ONU, internacionalmente, que tornou possível repensar o planejamento. Abriu-se o caminho capaz de ajudar a construir politicamente as bases de um plano de ação e de um planejamento participativo em âmbito global, nacional e local, de forma gradual e negociada, tendo como meta um novo paradigma econômico e civilizatório.
As ações prioritárias da Agenda 21 brasileira são os programas de inclusão social (com o acesso de toda a população à educação, saúde e distribuição de renda), a sustentabilidade urbana e rural, a preservação dos recursos naturais e minerais e a ética política para o planejamento rumo ao desenvolvimento sustentável. Mas o mais importante ponto dessas ações prioritárias, segundo este estudo, é o planejamento de sistemas de produção e consumo sustentáveis contra a cultura do desperdício. A Agenda 21 é um plano de ação para ser adotado global, nacional e localmente, por organizações do sistema das Nações Unidas, governos e pela sociedade civil, em todas as áreas em que a ação humana impacta o meio ambiente. Não houve resistência dos países para a liberação do acordo.

## História
A adoção formal por parte da ONU do conceito de desenvolvimento sustentável parte da criação em 1972 da Comissão Mundial sobre Meio Ambiente e Desenvolvimento (WCED) que em 1987 publicou um relatório intitulado "Nosso futuro comum", também conhecido como o relatório Brundtland. Esse relatório indicou a pobreza nos países do sul e o consumismo extremo dos países do norte como as causas fundamentais da insustentabilidade do desenvolvimento e das crises ambientais. A comissão recomendou a convocação de uma conferência sobre esses temas.
O desenvolvimento da Agenda 21 começou em 23 de dezembro de 1989 com a aprovação em assembleia extraordinária das Nações Unidas uma conferência sobre o meio ambiente e o desenvolvimento como fora recomendado pelo relatório Brundtland e com a elaboração de esboços do programa, que, como todos os acordos dos estados-membros da ONU, sofreram um complexo processo de revisão, consulta e negociação, culminando com a segunda Conferência das Nações Unidas para o Meio Ambiente e Desenvolvimento, mais conhecida como Rio-92 ou Eco-92, entre 3 e 14 de junho de 1992 no Rio de Janeiro, onde representantes de 179 governos aceitaram adotar o programa.
A Agenda 21 teve um estreito acompanhamento a partir do qual foram feitos ajustes e revisões. Primeiro, com a conferência Rio+5, entre os dias 23 e 27 de junho de 1997 na sede da ONU, em Nova Iorque; posteriormente com a adoção de uma agenda complementária denominada metas do desenvolvimento do milênio (Millenium development goals), com ênfase particular nas políticas de globalização e na erradicação da pobreza e da fome, adotadas por 199 países na 55ª Assembleia da ONU, que ocorreu em Nova Iorque entre os dias 6 e 8 de setembro de 2000; e a mais recente, a Cúpula de Johannesburgo, na cidade sul-africana entre 26 de agosto a 4 de setembro de 2002.
Este termo, contou com a assinatura de 179 países.

## Estrutura e conteúdo
Os temas fundamentais da Agenda 21 estão tratados em 41 capítulos organizados em um preâmbulo e quatro seções:
1. Preâmbulo
Seção I. Dimensões sociais e econômicas
2. Cooperação internacional para acelerar o desenvolvimento sustentável dos países em desenvolvimento das políticas internas conexas
3. Luta contra a pobreza
4. Evolução das modalidades de consumo
5. Dinâmica demográfica e sustentabilidade
6. Proteção e fomento da saúde humana
7. Fomento do desenvolvimento sustentável dos recursos humanos
8. Integração do meio ambiente e o desenvolvimento na tomada de decisões
Seção II. Conservação e gestão dos recursos para o desenvolvimento
9. Proteção da atmosfera
10. Enfoque integrado do planejamento e da ordenação dos recursos das terras
11. Luta contra o desmatamento
12. Ordenação dos ecossistemas frágeis: luta contra a desertificação e a seca
13. Ordenação dos ecossistemas frágeis: desenvolvimento sustentável das zonas montanhosas
14. Fomento da agricultura e do desenvolvimento rural sustentável
15. Conservação da diversidade biológica
16. Gestão ecologicamente racional da biotecnologia
17. Proteção dos oceanos e dos mares de todo tipo, incluídos os mares fechados e semi-fechados e as zonas costeiras, e o uso racional e o desenvolvimento de seus recursos vivos
18. Proteção da qualidade dos recursos de água doce: aplicação de critérios integrados para o aproveitamento, ordenação e uso dos recursos de água doce
19. Gestão ecologicamente racional dos produtos químicos tóxicos, incluída a prevenção do tráfico internacional ilícito de produtos tóxicos e perigosos
20. Gestão ecologicamente racional dos rejeitos perigosos, incluída a prevenção do tráfico internacional ilícito de rejeitos perigosos
21. Gestão ecologicamente racional dos rejeitos sólidos e questões relacionadas com as matérias fecais
22. Gestão inócua e ecologicamente racional dos rejeitos radioativos
Seção III. Fortalecimento do papel dos grupos principais
23. Preâmbulo
24. Medidas mundiais em favor da mulher para atingir um desenvolvimento sustentável e equitativo
25. A infância e a juventude no desenvolvimento sustentável
26. Reconhecimento e fortalecimento do papel das populações indígenas e suas comunidades
27. Fortalecimento do papel das organizações não-governamentais associadas na busca de um desenvolvimento sustentável
28. Iniciativas das autoridades locais em apoio ao Programa 21
29. Fortalecimento do papel dos trabalhadores e seus sindicatos
30. Fortalecimento do papel do comércio e da indústria
31. A comunidade científica e tecnológica
32. Fortalecimento do papel dos agricultores
Seção IV. Meios de execução
33. Recursos e mecanismos de financiamento
34. Transferência de tecnologia ecologicamente racional, cooperação e aumento da capacidade
35. A ciência para o desenvolvimento sustentável
36. Fomento da educação, a capacitação e a conscientização
37. Mecanismos nacionais e cooperação internacional para aumentar a capacidade nacional nos países em desenvolvimento
38. Acordos institucionais internacionais
39. Instrumentos e mecanismos jurídicos internacionais
40. Informação para a adoção de decisões
41. ligados a eco 92

## Agenda 21 Brasileira
Em 1997 foi criada Agenda 21 Brasileira, com o propósito de firmar compromissos da sociedade brasileira com o desenvolvimento sustentável e, com isto, promover padrões de consumo e produção sustentáveis (AGENDA 21 BRASILEIRA, 2004).

## Critérios sustentáveis
A Instrução Normativa nº 01/2010 definiu os critérios de sustentabilidade ambiental que podem ser inseridos nas especificações de bens, serviços e obras da Administração Pública Federal (BRASIL, 2010a).
A Lei de Licitações inovou, Lei Federal nº 8.666/1993, ao colocar que as especificações para a aquisição de bens, contratação de serviços e obras na esfera federal deverão conter critérios de sustentabilidade, deixando ao instrumento convocatório a formulação da exigência de natureza ambiental de forma a não frustrar a competitividade (BRASIL, 2010a).
Verificou-se a existência de fundamentação legal suficiente para a inserção dos critérios sustentáveis nas compras públicas. Com isso, demonstra-se que estes critérios podem ser utilizados, desde que a sua aplicação não contrarie aos princípios que norteiam a Administração Pública (DOROCINSKI, 2011).
Passos para inclusão de critérios sustentáveis nas compras públicas:
1º Identificar os bens, serviços e obras mais adquiridos (bens comuns)para analisar a viabilidade de adotar exigências de sustentabilidade nas licitações futuras, optando por produtos equivalentes que causem menor impacto ambiental e tenham maior eficiência energética. Também devem ser exigidas práticas sustentáveis nas execuções dos serviços e obras.
2º Verificar a disponibilidade no mercado. Há grande oferta em relação a muitos produtos. Existem portais com catálogos de bens e serviços sustentáveis.
3º Incluir gradativamente critérios ambientais, elaborando especificações técnicas claras e precisas dos produtos, bens e construções sustentáveis.
4º Os novos critérios deverão ser incluídos nos editais de compras, serviços e obras.
5º Comunique-se com outros gestores para trocar informações, pedir auxílio e sensibilizá-los.
Fonte: Contratações Públicas Sustentáveis, 2010. Disponível em: http://cpsustentaveis.planejamento.gov.br/?page_id=2
A análise do mercado compreende:
• identificar e avaliar os recursos disponíveis no mercado, especialmente no mercado local, e as possibilidades de ampliação da competitividade, sem perda de economia de escala;
• levantar os preços correntes do mercado;
• levantar as condições de aquisição e pagamento usualmente praticadas pelo setor privado;
• levantar os padrões de desempenho e qualidade usualmente adotados no mercado;
• estimar a homogeneidade ou heterogeneidade entre os fornecedores quanto à possibilidade de uso do direito de preferência nos casos de empate e/ou para inserção de mecanismos de estímulo às micro e pequenas empresas (Comunidade de Tecnologia da Informação Aplicada ao Controle (TIControle), disponível em: http://www.ticontrole.gov.br/).
As aquisições públicas podem auxiliar na criação de um grande mercado para negócios sustentáveis (GUIA DE COMPRAS, 2010).